# Mulwala
Mulwala est une ville australienne située dans la zone d'administration locale de Federation en Nouvelle-Galles du Sud. La population s'élevait à 2 161 habitants en 2016.
La ville est établie au bord du lac Mulwala, sur le Murray, en face de la ville de Yarrawonga sur la rive victorienne, à 40 km à l'ouest de Corowa.
Elle fait partie du comté de Corowa jusqu'en 2016, quand celui-ci est intégré au sein de la zone d'administration locale de Federation.